# 東グリーンランド海流

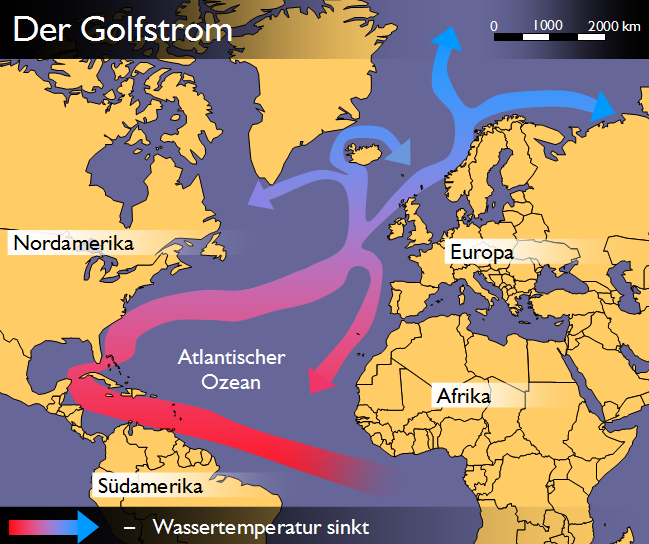
図下側から北赤道海流→メキシコ湾流→北大西洋海流→北上し東グリーンランド海流・東進しノルウェー海流。

東グリーンランド海流（ひがしグリーンランドかいりゅう、英: East Greenland Current）は、グリーンランドの東側の陸棚上を南下する典型的な寒流である。
水温は摂氏-1.5度～2度で、塩分は34.9～31.0‰という低温、低塩分の特性はデンマーク海峡まで保存されている。アイスランド西方ではイルミンガー海流と混合するため水温も塩分も急速に高くなる。また、スピッツベルゲン島南方において一部が南東に向かい、ノルウェー海流と接しその間に複雑な渦流を生ずる。流速は0.5ノット、流量は毎秒約350万トン。北極海から流出する海水の大部分はこの海流によるものである。